# Jules-Antoine Castagnary
Jules-Antoine Castagnary, född 1830, död 1888, var en fransk politiker och konstkritiker.
Castagnary myntade 1874 termen "impressionism".